# Sucarda
Sucarda (łac. Diocesis Sucardensis) – stolica historycznej diecezji we Cesarstwie rzymskim w prowincji Mauretania Cezarensis, zlikwidowana w VII w. podczas ekspansji islamskiej, współcześnie w północnej Algierii. Obecnie katolickie biskupstwo tytularne. 

## Biskupi tytularni
| Lp. | Biskup              | Funkcja                                   | Od                | Do               |
| --- | ------------------- | ----------------------------------------- | ----------------- | ---------------- |
| 1   | Edmund Beel         | biskup pomocniczy Roermond (Holandia)     | 30 sierpnia 1965  | 16 czerwca 1996  |
| 2   | Antonio Bayter Abud | wikariusz apostolski Inírida (Kolumbia)   | 30 listopada 1996 | 21 sierpnia 2020 |
| 3   | Italo Dell’Oro      | biskup pomocniczy Galveston-Houston (USA) | 18 maja 2021      |                  |